# Bon du Trésor à intérêts annuels
Les bons du Trésor à intérêts annuels (BTAN) étaient, entre 1985 et 2017, des titres de créance négociables. Le dernier des « bons du Trésor à taux fixe et intérêt annuel » est arrivé à échéance le 25 juillet 2017 et a été remboursé à cette date. Ce produit n'est plus proposé depuis et n'existe actuellement plus sur le marché. 

## Historique
Ils ont été créés en 1985, lorsque l'État a rationalisé la structure de sa dette en créant trois instruments :
- les obligations assimilables du Trésor (OAT), titres à long terme ;
- les BTAN, bon du Trésor à intérêts annuels normalisés, d'une durée de deux ou de cinq ans à l'émission ;
- les BTF, titres à court terme, d'une durée inférieure à un an à l'émission.

Destinés de facto aux professionnels des marchés financiers et à la gestion collective, les BTAN sont émis par adjudication mensuelle. Entre 1986 et 2013, près de 1 188 milliards d’euros de titre de la dette ont été émis sous la forme de BTAN. 
Pour uniformiser la dette de l'État, seules sont conservées les OAT, et la dernière souche fut créée le 24 juillet 2012, à échéance le 25 juillet 2017. La dernière adjudication de ce BTAN eut lieu le 25 novembre 2014. Cette ultime souche a été remboursée le 25 juillet 2017, date à laquelle ce produit a cessé d'exister concrètement (mais il existe toujours potentiellement : de nouvelles émissions sont en théorie possibles). 

## Signification du sigle
De même que les BTF, les BTAN sont connus uniquement sous leur sigle, les mots ayant servi à l'origine à composer celui-ci, « bon à taux annuel normalisé » n'ayant en fait aucune signification véritable. Par exemple, le Trésor les appelle, dans la présentation de ses produits, « bons du Trésor à taux fixe et à intérêt annuel » (BTAN). 